# Plagioscion pauciradiatus
Plagioscion pauciradiatus är en fiskart som beskrevs av Steindachner, 1917. Plagioscion pauciradiatus ingår i släktet Plagioscion och familjen havsgösfiskar. Inga underarter finns listade i Catalogue of Life.